# 모나카
모나카(일본어: 最中)는 찹쌀로 만든 얇게 구운 과자 껍질 사이에 팥소를 넣어서 만드는 화과자이다. 과자 껍질은 벚꽃, 국화 모양을 띄는 것이 많다.
모나카는 일본의 후식으로, 차와 함께 곁들어 먹는다. 안에 팥소가 차있는 얇은 과자로, 팥 대신에 참깨, 밤, 모찌가 들어가기도 한다. 형태는 네모, 세모, 길다란 것까지 매우 다양하다. 일본에서는 모나카를 전문으로 판매하는 유명한 상점이 많다. 모나카는 문자 그대로 "한 가운데의 달"이라는 뜻이며 음력 보름날 밤의 달, 즉 보름달을 말한다.

## 역사
모나카의 원형은 찹쌀 가루에 물을 넣어 반죽한 것을 찐 후, 얇게 늘려서 원 모양으로 자른 것을 굽고, 마무리에 설탕을 넣는 건 과자이다. 이것을 사용하여 팥소를 사이에 넣은 과자가 에도 시대부터 만들어졌지만, 그 이후에도 팥소를 사이에 넣는 방법을 개량하여 메이지 시대 이후부터 오늘날과 같은 형태의 껍질이 만들어졌다. 이 껍질에 팥소를 사이에 넣은 모나카가 일본 전국으로 퍼지게 되었고, 오늘날에는 각지마다 다양한 종류의 모나카를 지역 명물 과자로 판매하게 되었다.

## 제조법
반죽을 얇게 늘리는 것은 껍질의 원형이 된 과자와 같다. 현재는 밀대로 반죽을 매우 얇게 늘린 후, 일정한 형태로 가지런히 자른 다음, 껍질 전용 구이 틀에 모치 전분이 부풀어 올라 구이 틀에 나올 때까지 양면을 동시에 구워준다. 이렇게 하면 가볍고 씹는 느낌이 좋은 껍질이 만들어진다. 또한, 찹쌀 가루를 물에 넣고 끓인 다음 관을 통해 구이 틀에 넣고, 직접 압력 가열하여 껍질을 굽는 방법도 있다. 이 방법을 사용하면 다양한 형태의 껍질을 만들 수 있다.
팥소에는 다양한 종류가 있지만 모나카에 넣는 팥소의 경우, 껍질이 눅눅해지는 것을 피하기 위해서 수분 함량을 낮춘다. 이렇게 하면 설탕 함량이 높아지고 맛이 진해지며 끈기가 강해진다. 이 팥소를 두 장의 껍질로 만들어진 껍질에 틈새가 없도록 담은 후 팥소가 들어간 흡입구를 껍질로 막아서 모나카를 완성한다.
껍질이 눅눅해지는 것을 막고자 판매할 때 팥소를 따로 마련하여 먹을 때 직접 채울 수 있도록 만든 상품도 있다.

## 어원
| “ | 수면 위에 비치는 달을 보며 시간을 헤아리니, 오늘 밤이야말로 가을의 한 가운데로구나. (池の面に照る月なみを数うれば今宵ぞ秋のもなかなりける。) | ” |

《슈이와카슈》(3권 가을 171장)에 실려 있는 미나모토 시타고의 시구를 알고 있던 헤이안 시대의 문신들이, 궁중에서 행해진 달 구경 연회에서 희고 둥근 찹쌀떡 과자가 나온 것을 보고 대화를 나누던 중, 모나카노 츠키(最中の月, 한 가운데의 달)라는 말이 나오면서 그대로 과자의 이름이 되었다는 유래가 있다.
에도 시대에 고안된 모나카의 원형도 이 이야기에 근거하여 "모나카노 츠키"(最中の月)라는 이름이 붙었으나, 원형이 변형된 과자가 나오게 되면서 뒷부분을 생략하고 단순하게 "모나카"라고 부르게 되었다.